# 德山
- 關於日本山口县东部的一个已废止的行政区，請見「德山市」。
- 關於中华人民共和国湖南省常德市武陵区下辖的一个乡镇级行政单位，請見「德山街道」。

德山（1795年—?），字琴南，号小嵩，舒舒觉罗氏，满洲镶黄旗人。嘉庆癸酉举人，道光壬午进士，后任刑部主事员外郎，湖北黄州府知府，直隶候补知州等职。
兄长德玉是嘉庆二十二年丁丑科进士。